# Élections législatives grecques de 1964
Les élections législatives grecques du 16 février 1964 ont lieu après un an de relative instabilité parlementaire dans le royaume hellène. Elles donnent une solide majorité (52,7% des voix) à l'Union du Centre de Geórgios Papandréou et confirment la défaite de ses deux principaux opposants : l'Union nationale radicale de Panagiotis Kanellopoulos (35,3%) et l'Union de la gauche démocratique de Ioannis Passalidis (11,8%).
À la suite de ces élections, Geórgios Papandréou est nommé Premier ministre par le roi Paul Ier de Grèce.